# کوینگتن (جورجیا)
کوینگتن، جورجیا (به انگلیسی: Covington, Georgia) یک شهر در ایالات متحده آمریکا با جمعیت ۱۳٬۳۴۷ نفر است که در جورجیا واقع شده‌است.

## موقعیت جغرافیایی
موقعیت جغرافیایی شهرها و مناطق اطراف به شرح زیر است: